# Dwaalgebied

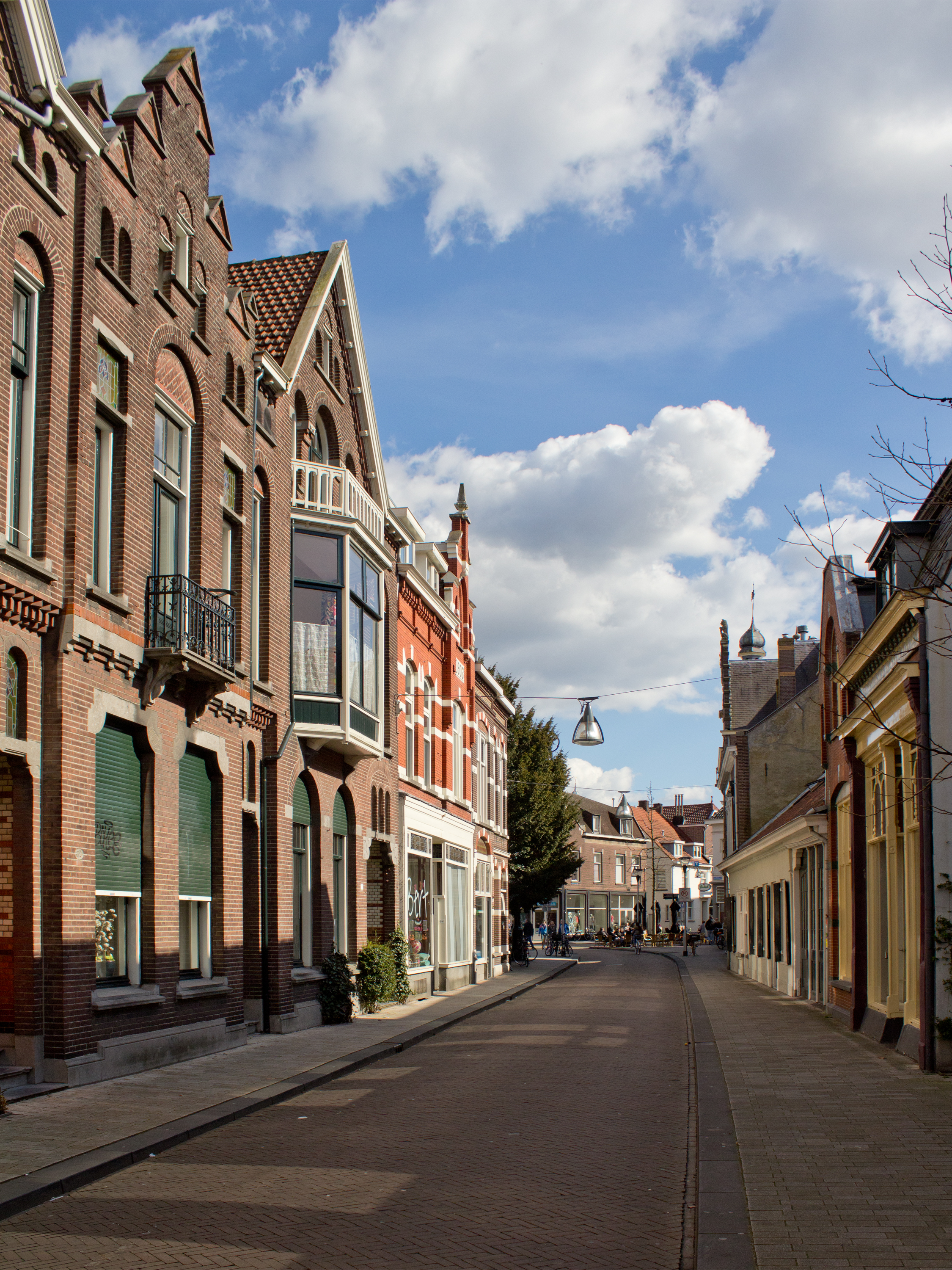
De Noordstraat in het Dwaalgebied

Het Dwaalgebied is de naam voor een verzameling van straten in de historische binnenstad van de Nederlandse stad Tilburg. Het gebied ligt ingeklemd tussen de Heuvelstraat en de spoorlijn. Het gebied kenmerkt zich door de vele statige herenhuizen uit de 19e en 20e eeuw. In tegenstelling tot het gebied ten zuiden van  de Heuvelstraat, hebben zich in het Dwaalgebied voornamelijk kleine ondernemers gevestigd. Het Dwaalgebied onderscheidt zich met haar kleinschalige uitstraling van de rest van het Tilburgse stadscentrum.

## Straten
Het Dwaalgebied bestaat uit meerdere straten. Deze straten verbinden grofweg de Heuvelstraat in het zuiden met de Spoorlaan in het noorden en de Noordhoekring in het westen. De grootste straten in het Dwaalgebied zijn de Willem II-straat, Tuinstraat, Stationsstraat, Nieuwlandstraat en Noordstraat. De meeste straten in het gebied zijn voor eenrichtingsverkeer. Als centrum van het Dwaalgebied kan de Vijfsprong genoemd worden, waar de Tuinstraat, Stationsstraat, Nieuwlandstraat, Noordstraat en Korte Schijfstraat elkaar ontmoeten. 

### Willem II-straat

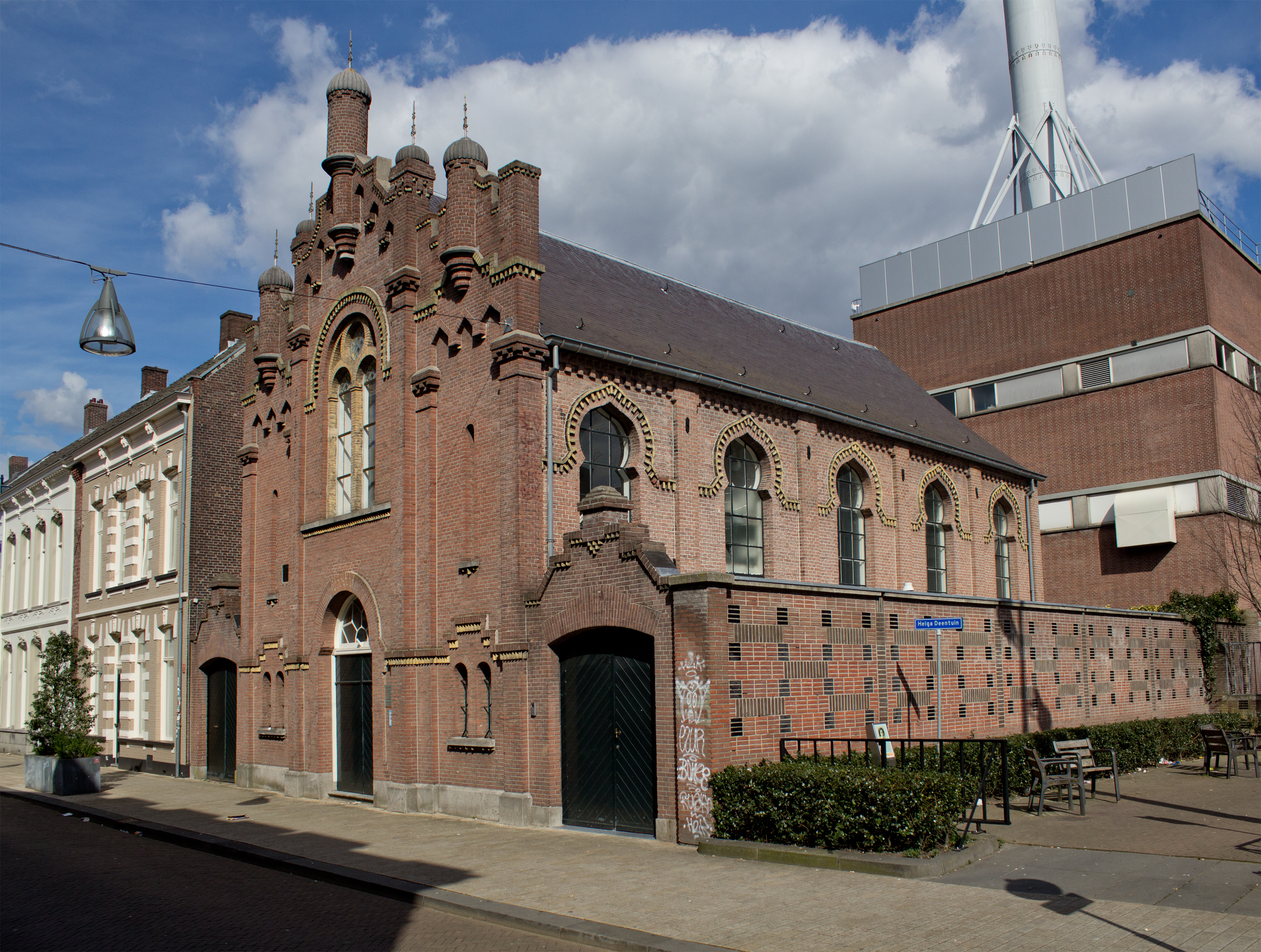
Synagoge in de Willem II-straat

Van noord naar zuid loopt onder andere de Willem II-straat. Deze straat is vernoemd naar de voormalige Nederlandse koning Willem II. De straat werd in de huidige vorm in 1870 aangelegd, en vanaf 1881 omgedoopt tot de huidige Willem II-straat. Voorheen werd er gesproken over de Comediestraat, naar het theater dat lange tijd in deze straat te vinden was. Deze werd onder andere bezocht door koning Lodewijk Napoleon, toen hij in 1809 Tilburg aandeed. De Comedie is gesloopt. In de oude panden zijn winkels, een muziekpodium, een bioscoop en een theater te vinden. Ook staat er een synagoge, met daarnaast een naar de joodse Helga Deen vernoemde stadstuin.

### Noordstraat

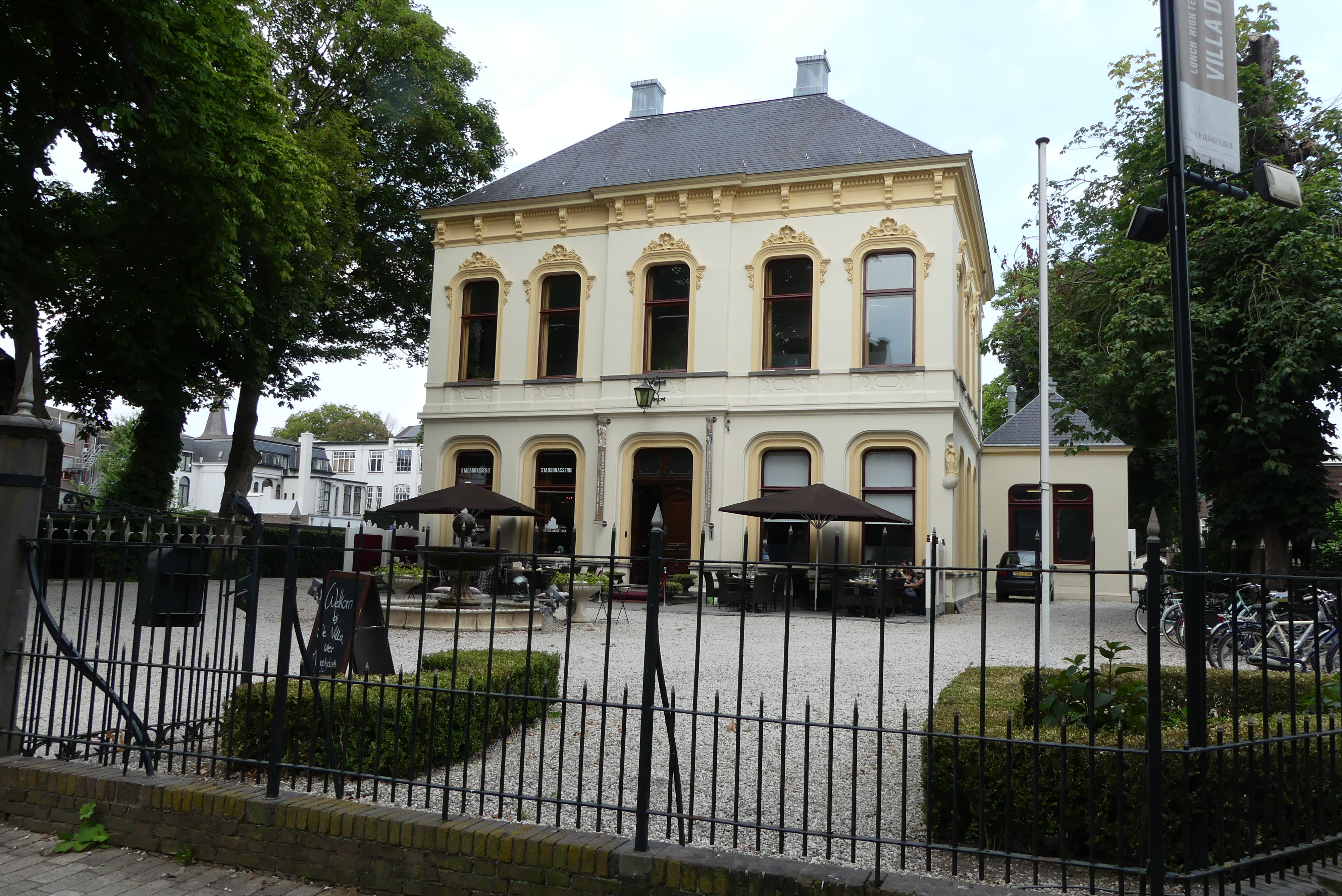
Villa de Vier Jaargetijden in de Noordstraat

De naam van de Noordstraat wordt pas in 1900 officieel vastgesteld. Een opmerkelijk gebouw op het uiteinde van deze straat bij de Vijfsprong is de voormalige Tilburgsche Spaarbank. Het is in 1910 gebouwd als bankgebouw met bovenwoning. Momenteel heeft het rijksmonument een horecafunctie. Aan het andere uiteinde van de straat vindt men Villa de Vier Jaargetijden. Deze villa werd in 1856 volgens eclectische stijl gebouwd door de familie Pollet, een belangrijke familie in de wolstoffenindustrie. Ook dit gebouw heeft inmiddels haar woonfunctie ingewisseld voor horeca. 

### Stationsstraat
De Stationsstraat loopt vanaf de Spoorlaan naar de Vijfsprong. De straat komt uit recht tegenover station Tilburg. De straat werd aangelegd in 1865, nadat in 1863 de spoorlijn Tilburg-Breda in gebruik was genomen. In de straat zijn meerdere winkels en horeca te vinden, alsmede het enige hostel in de stad. 

### Nieuwlandstraat

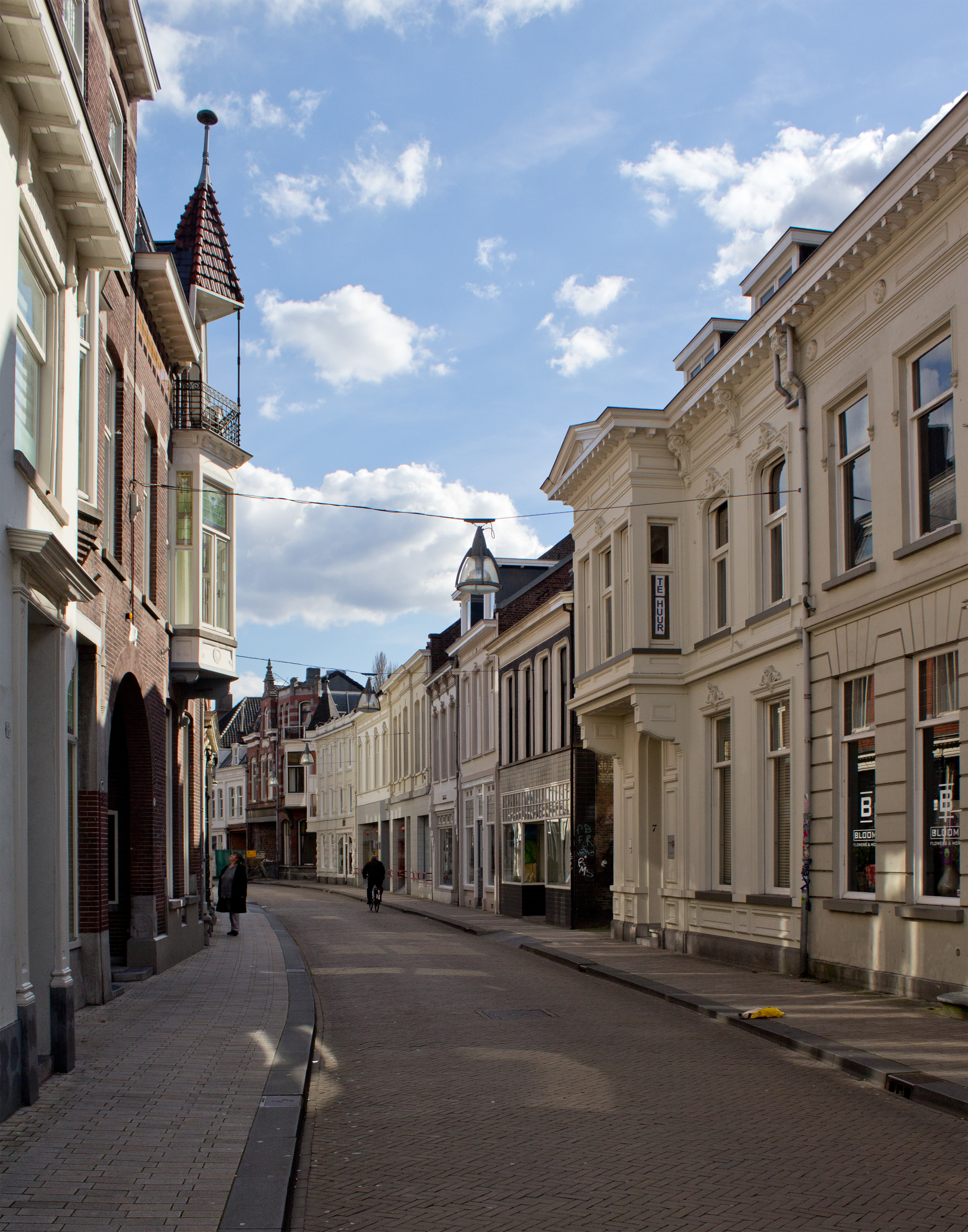
Zicht over de Nieuwlandstraat

De Nieuwlandstraat wordt vaak aangewezen als belangrijkste straat in het Dwaalgebied vanwege de hoge concentratie aan winkels en horeca. De straat loopt van de Vijfsprong, waar hij ligt in het verlengde van de Stationsstraat, tot het westelijke einde van de Heuvelstraat. Opvallend is de aanwezigheid van maar liefst acht rijksmonumenten in deze korte straat. Al in 1563 wordt de straat voor het eerst in documenten genoemd als 't Nieulant', en in 1661 als meer herkenbare naam 'Nieuwelantse straet' en is in de loop der jaren meerdere keren verlegd. De grensverleggende oogarts Franciscus Donders is geboren in de Nieuwlandstraat 44. Op dat gebouw is een plaquette ter nagedachtenis. Guus Meeuwis is oud-bewoner van de straat.

### Tuinstraat
De Tuinstraat loopt van oost naar west van de Willem II-straat tot aan de Vijfsprong aan de andere kant van het Dwaalgebied. De straat is vooral een verbindende weg, hoewel er ook meerdere winkels te vinden zijn. In 1897 werd deze straat verhard; voorheen stond hij bekend als het 'Tuinpadje'. In het verleden stonden er meerdere textielfabrieken. Onder andere Antony Kok, een van de grondleggers van De Stijl, en Rob Stenders hebben in deze straat gewoond. Voor de Tweede Wereldoorlog woonden er veel Joden.
Andere kleinere straten in het Dwaalgebied zijn onder andere de Fabrieksstraat, Poststraat en Langestraat. Ook in deze straten zijn meerdere rijks- en gemeentelijke monumenten te vinden.

## Architectuur
Het fin de siècle heeft haar stempel gedrukt op het Dwaalgebied. De vele statige panden die in het Dwaalgebied te vinden zijn, vinden voor een deel hun oorsprong in de textielindustrie die Tilburg groot heeft gemaakt. Veel fabrieksbazen, dus voornamelijk vanuit de textielindustrie, lieten hun fabrieken bouwen in het Dwaalgebied met hun woningen daar vlakbij. Inmiddels zijn vrijwel alle fabrieksgebouwen uit het straatbeeld verdwenen, en resteren de woningen. Als men goed kijkt, zijn op verschillende plaatsen nog (resten van) gevelreclames te ontdekken op de panden.
De gemeente Tilburg is gericht op het behoud van het straatbeeld; slechts op enkele plaatsen is in de loop der tijd een monumentaal pand vervangen door een moderne variant.

## Evenementen
- De laatste jaren wordt het Dwaalgebied in toenemende mate ingezet voor citymarketing door de gemeente Tilburg. Dit heeft ertoe geleid dat er regelmatig evenementen in het gebied worden georganiseerd. Het grootste evenement is de Dwalerij; een straatmarkt die een aantal keer per jaar plaatsvindt verspreid door het Dwaalgebied waarbij lokale ondernemers hun producten aan de man brengen.